# Lachnocladium flavidum
Lachnocladium flavidum är en svampart som beskrevs av Corner 1950. Lachnocladium flavidum ingår i släktet Lachnocladium och familjen Lachnocladiaceae.   Inga underarter finns listade i Catalogue of Life.